# Theodosius starší
Flavius Theodosius († 376), případně Theodosius starší, byl vysoce postavený římský velitel a otec císaře Theodosia I. Z pověření Valentiniana I. vedl tažení v Británii a později bojoval s Alamany a v Mauretánii.

## Život
Flavius Theodosius pocházel z malého města Cauca (dnešní Coca), nacházejícího se v hispánské provincii Gallaecia. Jeho otec se pravděpodobně jmenoval Honorius a se svojí manželkou Thermantií měl syny Honoria a Theodosia. Theodosius starší vyznával křesťanství a patřil k vyšším vrstvám místního obyvatelstva.
Císař Valentinianus I. ho v roce 368 poslal do Sasy a Pikty ohrožované Británie, kde jako comes Britanniarum odrazil útoky barbarů, reorganizoval místní správu a vojsko a urovnal neklidné poměry na ostrově. Na této výpravě ho doprovázel jeho syn Theodosius a zřejmě také pozdější uzurpátor Magnus Maximus. Po návratu do Galie Theodosius povýšil do hodnosti generála jezdectva (magister equitum). V roce 370 se vypravil proti Alamanům, nad nimiž dosáhl vítězství a získal četné zajatce.
Roku 373 byl vyslán do severní Afriky potlačit povstání maurského náčelníka Firma. Theodosius krátce po svém příchodu sesadil mocného a zkorumpovaného velitele Romana a po dvou letech bojů, během nichž si krutostí zjednal autoritu, zdolal kmeny v Mauretánii. Nedlouho po tomto úspěchu byl však zadržen, uvězněn v Kartágu a počátkem roku 376 popraven. Důvody jeho popravy nejsou známy, nicméně předpokládá se, že souvisely se soupeřením mocenských skupin v Itálii vyvolaném Valentinianovou náhlou smrtí v listopadu 375.
Jeho syn Theodosius se musel odebrat na rodinné statky v Gallaecii. Ale již o dva roky později, po římské porážce v bitvě u Adrianopole, ho císař Gratianus pověřil velením v Illyriku a v lednu 379 ho učinil svým spoluvládcem. Poté, co se mladší Theodosius domohl vlády, postaral se o očištění otcovy památky.